# Lobodillo badius
Lobodillo badius är en kräftdjursart som beskrevs av Johann Moritz David Herold 1931. Lobodillo badius ingår i släktet Lobodillo och familjen Armadillidae. Inga underarter finns listade i Catalogue of Life.